# ماركولينو
ماركولينو هو لاعب كرة قدم برازيلي في مركز الوسط، ولد في 1996 في Fronteira, Minas Gerais ‏ في البرازيل. لعب مع نادي غواراني.